# Talence
Talence er en by i Frankrig. Byen, der har 45.869(2022) indbyggere, ligger i regionen Nouvelle-Aquitaine, departementet Gironde og arrondissementet Bordeaux. Prins Henrik og José Bové er født i byen.